# Johann Ernst Nizze

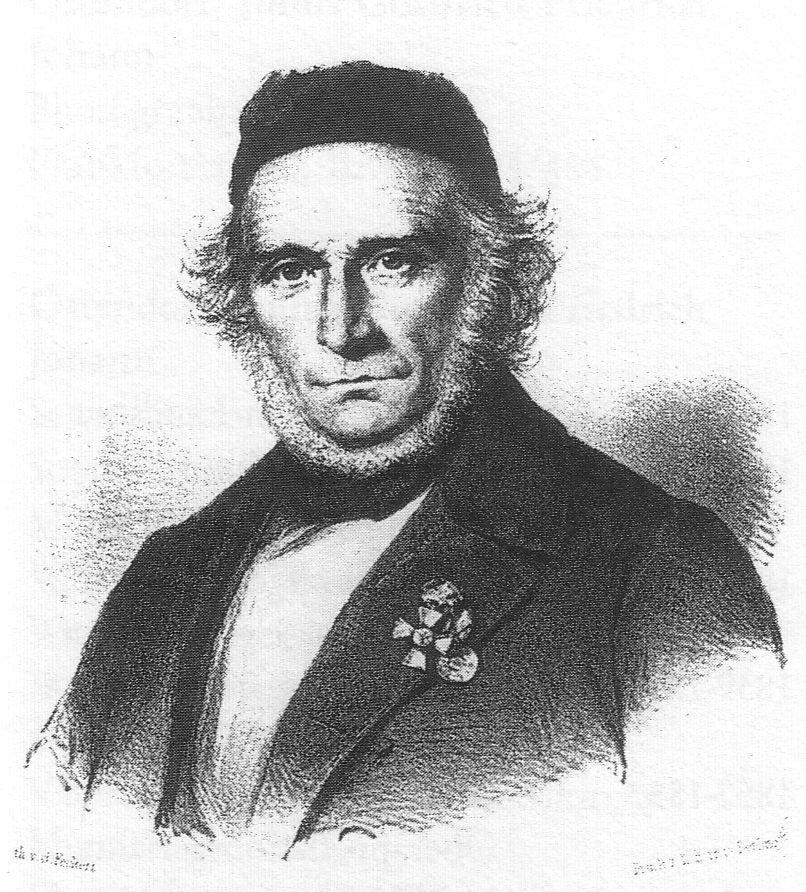
Ernst Nizze (1848)

Johann Ernst Nizze, eigentlich Ernst Nizze (* 16. November 1788 in Ribnitz; † 10. Februar 1872 in Stralsund) war ein deutscher Mathematiklehrer und Altphilologe. Über 33 Jahre wirkte er als Rektor des Stralsunder Gymnasiums.

## Leben
Ernst Nizze war älterer Sohn des Ribnitzer Pastors und Präpositus Christian Nizze (1752–1813) und dessen Frau, der Pastorentochter Henriette Dorothea geb. Plitt (1769–1792). Der Arzt und Bürgermeister von Ribnitz, Friedrich Ludwig Nizze (1791–1870), war sein Bruder. Dessen Ururenkel ist der Rostocker Pathologe Horst Nizze. 
Nizze erhielt zunächst Hausunterricht und besuchte ab 1804 das Friedrich-Wilhelms-Gymnasium in Berlin. Nach dem Abitur studierte er ab 1807 an der Universität Rostock, der Universität Jena und der Ruprecht-Karls-Universität Heidelberg Philologie. 1808 wurde er Mitglied des Corps Guestphalia Heidelberg. In Heidelberg wurde er mit dem Dichter und Übersetzer Johann Heinrich Voß bekannt, der ihn stark beeindruckte. 1812 wurde Nizze an der Universität Erlangen promoviert und nahm eine Stelle als Konrektor am Gymnasium in Prenzlau an. In den Befreiungskriegen trat er 1813 dem Lützowschen Freikorps bei. 1814 kehrte er als Secondeleutnant mit dem siegreichen Heer zurück. 1821 wechselte er aus Prenzlau an das Sundische Gymnasium in Stralsund. Hier lehrte er Naturwissenschaften und Mathematik. Er war zunächst Konrektor und erhielt 1826 den Titel eines Professors. Von 1832 bis 1865 war er als Nachfolger von Karl Kirchner Rektor des Gymnasiums. Nizze trat 1865 mit 77 Jahren in den Ruhestand, blieb aber gesellschaftlich und politisch aktiv.
1848 wurde er als Abgeordneter für den 15. Pommerschen Wahlkreis Stralsund und Rügen in der Provinz Pommern neben August Wiebker (Wahlkreis Anklam), Georg Beseler (Wahlkreis Wolgast) und Conrad Matthies (Wahlkreis Grimmen) in die Frankfurter Nationalversammlung entsandt. Mit seinem Freund Ernst Moritz Arndt, der in der Rheinprovinz gewählt worden war, vertrat er die Politik der Casino-Fraktion. Als großer Redner ist Nizze in der Nationalversammlung nicht aufgetreten; er sprach nur kurz zweimal. Am 8. August 1848 schrieb er in einem Brief: 

„Wir preußischen Delegierten haben bis daher die große Mäßigkeit beobachtet, weil wir kein republikanisches Deutschland und Preußen wollen, vielmehr ein solches für ein Unglück halten.“

Nizzes Ruf als Lehrer überdauerte ihn über ein Jahrhundert. Als Altphilologe veröffentlichte er die griechischen Urtexte und seine deutschen Übersetzungen der Werke des Aristoteles (1824), Theodosios von Bithynien (1826) und eine kritische Textausgabe der Werke des Aristarchos von Samos (1856). Sein Grab befindet sich auf dem Stralsunder St.-Jürgen-Friedhof.

## Ehrungen
- Roter Adlerorden III. Klasse mit Schleife (1860)

## Schriften
- Über Bildung der Jugend nach dem Zeitgeiste. 1812.
- Algebra. 2 Bände. 1818.
- Die Klassenvertheilung in den Gymnasien. 1824.
- Zweck und Umfang des mathematischen Unterrichts auf Gymnasien. 1822.
- Archimedes von Syrakus Vorhandene Werke. 1824.
- Ueber Barometerbeobachtungen zu Bützow in den Jahren 1781 bis 1789. 1831. (Digitalisat)
- Ueber einen neuen Entdeckungsversuch in der Paedagogik. 1836. (Digitalisat)
- Geometrie. 1838.
- Über die Verbindung von Realklassen mit dem Gymnasium. 1846.
- Theodosii Tripolitae Sphaericorum libros tres. Ernestus Nizze recognovit, latine redditos emenmdavit, commentariis instruxit, appendicibus et indice auxit. Berolini 1852. (Digitalisat)
- Aristarchu Samiu biblion peri megethōn kai apostēmatōn hēliu kai selēnēs. Ed. Johann Ernst Nizze. Stralsund 1856.
- Serenus von Antissa. Ueber den Schnitt des Cylinders. Aus dem Griechischen übersetzt. Stralsund 1860. (Digitalisat)
- Serenus von Antissa. Ueber den Schnitt des Kegels. Stralsund 1861.